# ماکس مولر (بازیکن فوتبال)
ماکس مولر (انگلیسی: Max Müller؛ زادهٔ ۱۶ مهٔ ۱۹۹۴) بازیکن فوتبال اهل آلمان است.
از باشگاه‌هایی که در آن بازی کرده‌است می‌توان به باشگاه فوتبال اس‌وی زاندهاوزن و باشگاه فوتبال آستریا زالتسبورگ اشاره کرد.